# Музей визвольних змагань Галицького району
Музей визвольних змагань Галицького району — музей, розташований у місті Бурштин.

## Короткий опис
З ініціативи Брацтва ОУН-УПА Галицької районної станиці і товариства політв'язнів та репресованих Галицького району було започатковано в 1996 році Музей ОУН-УПА і затверджено його рішенням позачергової Галицької районної сесії від 8 березня 1998 року. Ініціативну групу  очолював Філарет Скасків тодішній голова районного Брацтва. У зв'язку зі смертю Ф. Скасківа головою оргкомітету в листопаді 1998 року, став Микола Яцків — голова районного Брацтва ОУН-УПА. Музей розташований на центральній дорозі містечка в приміщенні, яке виділила їм дирекція Бурштинської ТЕС в Бурштинському палаці культури «Прометей». За неповних три роки тут побувало понад 3500 відвідувачів.  
Експозиція музею поповнювалася за сприяння районної влади, міських та сільських рад, педагогів, бібліотекарів, активістів-патріотів. Суттєвим успіхом стало відновлення і представлення на музейних стендах імена репресованих та замордованих жителів Галицького району, в часи розгулу радянської влади — 1630 чоловік. В музеї розміщено макети криївок в яких під час облав переховувались вояки УПА, деякі види зброї яку використовували на той час.

## Практична інформація
- Бурштин, 77111 (Галицький район)
- вул. Міцкевича, 47 (приміщення Палацу культури «Прометей»)
- Години роботи: з 10:00 до 18:00 год.  Вихідний день: понеділок